# In de tijd verbannen
In de tijd verbannen is de Nederlandse titel van het derde stripverhaal van Aymone. Het is het vervolg op het vorige verhaal De eis der uitroeiers, en het verhaal wordt vervolgd in het vierde deel Wolven op het werelddak. Deze Belgische stripreeks is geschreven door Jean-Marie Brouyère en getekend door striptekenaar Renaud. Het verhaal verscheen voor het eerst in 1976 in het stripblad Robbedoes nr. 1977 t/m 1993 en het Franstalige equivalent Spirou. In 1997 verscheen een Franstalige versie van het verhaal bij uitgeverij Editions Points Image, Collection Monde Cruel, met pagina's in zwart/wit. Een Nederlandstalige versie is tot op heden niet in albumvorm verschenen.

## Verhaal
Het schip "Creole" herbergt het hoofdkwartier van een misdadige organisatie waarin drie agenten van de contra-spionagedienst kunnen binnendringen. Aymone is aan boord van het jacht waar ze als spionne wordt beschouwd en behandeld. De drie agenten kunnen de bende overmeesteren maar Aymone is dan inmiddels opgesloten in een gelanceerde torpedo die binnen een uur zal ontploffen. Door zuurstofgebrek verliest Aymone haar bewustzijn. Maar voordat de torpedobom ontploft wordt Aymone door haar armband beschermd en komt ze in een Buitentijdsbel terecht, in een 12.000 jaar oude beschaving. Hier woont een buiten de tijd levende gemeenschap van mannen. Niets of niemand wordt hier ouder. Omdat ze buiten de tijd staan zijn ze onsterfelijk. De tijd is hier van weinig betekenis. Het is een onstoffelijke wereld die zich op een ander niveau bevindt dan de aardse werkelijkheid. Omdat de tijd hier stil staat is de torpedo niet tot ontploffing gekomen want deze bevindt zich nu ook in de Buitentijdsbel.
Hier ontmoet Aymone de wijze oude meester Tlalak, en Karik, die een goede vriend van haar wordt. Maar er leven ook een paar mannen die Aymone als een bedreiging zien en haar uit de weg willen ruimen. Er wordt een aanslag op haar gepleegd maar het loopt goed af. Ze krijgt een gerieflijke kamer waar ze zich kan terugtrekken en waar ze veilig is. Meester Tlalak besluit dat deze mannen verbannen moeten worden naar de binnentijd. Intussen verplaatst de Buitentijdsbel zich. De bel gaat onder de Stille Oceaan door en vervolgt zijn weg onder Azië. Opstijgend vanuit de dieper gelegen aardlagen komt de bel tot stilstand in een vallei in de Himalaya. Intussen is er een opstand uitgebroken onder de mannen die de bel in stand houden. Voor Aymone is het veiliger om de bel te verlaten. 
Het is de bedoeling om Aymone naar de eerste de beste bewoonde plek in de binnentijd te brengen. Dat is een klooster in Tibet. Karik krijgt van meester Tlalak de opdracht om terug te komen als hij geen hemelsteken heeft ontvangen. Karik en Aymone verlaten de buitentijdsbel en gaan op weg. Urenlang volgen ze een kronkelige bergpas die hen in een breed dal brengt. De avond is gevallen. Ineens blijven ze staan. Eenzelfde gedachte dringt zich aan hun geest op en verdringt hun eigen gewaarwordingen. Het hemelsteken is verschenen. Het is de telepathische boodschap van meester Tlalak. Hij geeft Karik en Aymone zijn laatste goede raad. Even later horen en zien ze in de verte een enorme ontploffing. Het is de torpedobom die nu toch tot ontploffing is gekomen. De buitentijdsbel is vernietigd. Op dat moment bevinden Aymone en Karik zich op een smal bergpad in de sneeuw. Door de ontploffing wordt Aymone meegesleurd door een lawine en Karik wordt bedolven onder een grote sneeuwmassa. Na lang zoeken vinden ze elkaar weer terug.